# Кукоба Анатолій Тихонович
Куко́ба Анато́лій Ти́хонович (8 листопада 1948, Полтава — 17 січня 2011, Полтава) — радянський та український політик. Останній голова виконавчого комітету Полтавської міської ради за часів СРСР та перший Міський голова Полтави часів незалежності. Почесний громадянин міста Полтава, почесний голова громадської організації «Фонду захисту і підтримки талановитих дітей».

## Життєпис
Народився в м. Полтаві, в робітничій сім'ї. Навчався в Полтавській загальноосвітній школі № 2. Закінчив Полтавський інженерно-будівельний інститут, інженер-будівельник. Трудову діяльність розпочав робітником. Після закінчення інституту та служби у Збройних силах працював майстром, інженером, начальником будівельної організації. З 1977 р. перебував на виборних посадах у місцевих органах влади, де здебільшого вів питання капітального будівництва.
У квітні 1990 р. очолив Полтавську міську раду.
Обіймав посаду протягом п'яти каденцій (1990, 1994, 1998, 2002, 2006 рр.). Попри поширену помилку, він не є міським головою, що 5 разів обирався на посаду. У 1990 та 1994 роках Анатолій Кукоба обирався головою Полтавської міської ради, голосуванням депутатів, відповідно до Закону УРСР «Про міську, районну в місті Раду депутатів трудящих Української РСР» а в 1998, 2002 та 2006 роках — міським головою (згідно з новим законом «Про місцеве самоврядування в Україні»).
Народний депутат України 4 і 5 скликань, голова Полтавської обласної державної адміністрації.
Член Партії регіонів.
Анатолій Кукоба виступив ініціатором спорудження в Полтаві у 2006 році відомого нині пам'ятника галушці.
Помер у м. Полтаві.

## Оцінка діяльності
Фігура Анатолія Кукоби неоднозначно сприймається полтавцями. З одного боку за його каденцій місто було одним з кращих в Україні за рівнем благоустрою та чистоти, і деякі видання вважають його одним з кращих міських голів України за часів Незалежності. В той же час, йому дорікають знищенням ряду архітектурних пам'яток міста правовим нігілізмом та фальсифікацією місцевих виборів, корупцією під час тендерних процедур та непрозорою процедурою приватизації комунального майна. Саме за правління Кукоби будівлю Полтавського кадетського корпусу було продано невідомому інвестору з Ізраїля, результатом чого стало руйнування архітектурної пам'ятки. У 2002 році, після обрання Народним депутатом України IV скликання, незважаючи на вимоги закону не склав повноваження міського голови, а суміщав дві посади. Внаслідок цього практично не перебував в місті, а всю роботу виконували його заступники.
У березні 2016 року на сайті Полтавської міської ради була зареєстрована петиція про заборону перейменування вулиць міста на честь Анатолія Кукоби, у зв'язку з його членством в Комуністичній партій та Партії регіонів, а також знищенням історичної спадщини.. Проте вона не набрала необхідної кількості голосів.

## Вшанування пам'яті
У 2012 році біля школи № 2, в якій він навчався, було відкрито пам'ятник Анатолію Кукобі.
24 вересня 2014 року на фасаді комплексу будівель «Галерея» у Полтаві для увічнення світлої пам'яті Анатолія Кукоби відкрито меморіальну таблицю, встановлену з ініціативи та за власні кошти його родини. Автор меморіальної таблиці — відомий полтавський скульптор Сергій Олешко, обробку та надпис виконав директор «Граніт майстер» Вадим Голобородов.
До 2024 року у місті Полтава існувала вулиця Анатолія Кукоби. Також 26 липня 2024 року у селі Ковалівка перейменували набережну імені Кукоби А.Т. на вулицю Симона Петлюри.

## Нагороди
- Орден князя Ярослава Мудрого III ст. (29 грудня 2004) — за визначний особистий внесок у становлення незалежної Української держави, багаторічну плідну роботу в органах місцевого самоврядування та активну законотворчу діяльність[16]
- Орден князя Ярослава Мудрого IV ст. (23 вересня 1999) — за значний особистий внесок у соціально-економічний розвиток міста Полтави, вагомі трудові здобутки[17]
- Заслужений будівельник України (8 серпня 1997) — за значний особистий внесок у спорудження об'єктів промислового, цивільного і соціально-культурного призначення, підвищення ефективності будівельного виробництва[18]
- Державна премія України в галузі архітектури 2000 року — за комплексну реконструкцію історичного центру міста Полтави (у складі колективу)[19]
- Почесна грамота Кабінету Міністрів України (21 вересня 2000) — за вагомий особистий внесок у соціально економічний розвиток м. Полтави, вагомі трудові здобутки та високий професіоналізм[20]